# Палмер, Мария
Мария Палмер (англ. Maria Palmer; 5 сентября 1917, Вена — 6 сентября 1981, Лос-Анджелес) — американская актриса австрийского происхождения.

## Биография
Родилась в 1917 году в Вене, Австро-Венгрия, урожденная Мария Пихлер.
Впервые она появилась на сцене в качестве детской актрисы в различных постановках Макса Рейнхардта, училась на танцовщицу и была участницей ансамбля Гертруды Боденвизер, позже изучала драматургию и вокал в Венской консерватории.
В 1938 году, за год до начала войны со своими родителями эмигрировала в США, с 1942 года выступала на сценах в Нью-Йорке.
В кино с 1943 года, её дебют в полнометражном кино состоялся в фильме «Миссия в Москву».
В 1950-х годах её карьера в кино пошла на спад, и она занялась радио, телевидением и рекламой. Она даже основала собственную продюсерскую компанию под названием Maria Palmer Enterprises. В начале 1960-х годов вела свое собственное шоу в Лос-Анджелесе под названием «С уважением, Мария Палмер».
Снималась в эпизодах телесериалов, так появилась в двух эпизодах «Перри Мэйсон», двух эпизодах «Сыромятная плеть», в шоу Реда Скелтона.
Умерла в 1981 году в Лос-Анджелесе, похоронена на кладбище Голливуд-Хиллз.

## Избранная фильмография
- 1943 — Миссия в Москву / Mission to Moscow — Таня Литвинова, дочь наркома Литвинова
- 1944 — Дни славы / Days of Glory — Елена Комарова, снайпер
- 1945 — Леди в поезде / Lady on a Train — Марго Мартин, певица в клубе
- 1947 — Другая любовь / The Other Love — Хуберта
- 1947 — Паутина / The Web — Марта Кронер